# Motín de Balconcillo
El motín de Balconcillo fue el primer golpe de Estado del siglo XIX y el primero que hubo en el Perú.
Dio inicio al caudillaje militar (Primer Militarismo); vale decir, un alzamiento de militares en Lima, Perú, el 27 de febrero de 1823, que exigió la proclamación de José de la Riva-Agüero como Presidente de la República. Las causas se encuentran en los continuos desaciertos de la Junta Gubernativa que el Congreso Constituyente eligió de entre sus miembros para ejercer la función ejecutiva colegiadamente y, en gran medida, a la sombra del Congreso; esto especialmente tras la derrota de la primera Campaña de Intermedios. Culminó en la disolución de la Junta Gubernativa y la elección de un Jefe de Estado interino, tras el cual fue elegido Riva-Agüero como primer presidente del país.

## El descontento militar
El 27 de febrero de 1823, un grupo de altos oficiales del Ejército patriota, dirigidos por el general Andrés de Santa Cruz, además de Agustín Gamarra, Ramón Herrera y Rodado, Federico Brandsen, Félix de Olazábal, Juan Bautista Eléspuru, Antonio Gutiérrez de la Fuente, entre otros, se reunieron en la hacienda Balconcillo en Miraflores (actual distrito de la Victoria) y firmaron una solicitud al Congreso donde se le quitaba el respaldo a la Junta Gubernativa presidida por José de La Mar, y pedían la designación de un “jefe supremo que ordene y sea velozmente obedecido”, sugiriéndose al coronel José de la Riva-Agüero como la persona indicada.
Ante las divisiones independentistas los realistas ocuparon de nuevo la ciudad de Lima el 18 de junio.